# Powiat Białobrzeski
Der Powiat Białobrzeski ist ein Powiat (Kreis) in der polnischen Woiwodschaft Masowien. Der Powiat hat eine Fläche von 639,3 km², auf der 33.700 Einwohner leben. Die Bevölkerungsdichte beträgt 53 Einwohner auf 1 km² (2004).

## Gemeinden
Der Powiat umfasst sechs Gemeinden, davon zwei Stadt-und-Land-Gemeinden und vier Landgemeinden.

### Stadt-und-Land-Gemeinden
- Białobrzegi
- Wyśmierzyce

### Landgemeinde
- Promna
- Radzanów
- Stara Błotnica
- Stromiec